# Valerie Fleming
Valerie Fleming, född den 18 december 1976 i San Francisco, Kalifornien, är en amerikansk bobåkare.
Hon tog OS-silver i damernas tvåmanna i samband med de olympiska bobtävlingarna 2006 i Turin.